# Tennistoernooi van Hilversum 1971
Het tennistoernooi van Hilversum van 1971 werd van maandag 26 juli tot en met zondag 1 augustus 1971 gespeeld op de gravelbanen van het 't Melkhuisje in de Nederlandse plaats Hilversum. De officiële naam van het toernooi was Dutch Open. Het toernooi was geen touronderdeel. 
De BritseGerald Battrick won het mannentoernooi.
De Australische Evonne Goolagong won het vrouwentoernooi. 
Er werd ook gestreden in het gemengd dubbelspel. Daarin versloeg de Nederlandse Betty Stöve en de Fransman Jean-Claude Barclay de Zweedse Christina Sandberg en de Fransman Patrice Dominguez met 8-6, 6-3.
Het toernooi bestond uit twee delen:
- WTA-toernooi van Hilversum 1971, het toernooi voor de vrouwen
- ATP-toernooi van Hilversum 1971, het toernooi voor de mannen